# Ь
Ь, ь (современное название: мя́гкий знак) — буква большинства славянских кириллических алфавитов: 28-я в болгарском (где называется «ер малък», рус. маленький ер), 29-я в белорусском, 30-я в русском и 31-я в украинском (перемещена на нынешнее место в 1990 г., ранее была последней); из сербского исключена в середине XIX века, в македонский, построенный по образцу нового сербского, не вводилась. Самостоятельного звука не обозначает, может рассматриваться как диакритический знак, модифицирующий значение предыдущей буквы. В украинском также используется в сочетании ьо, соответствующем русской букве Ё после согласных; в современной болгарской орфографии только так и используется. Также состоит в алфавитах некоторых неславянских языков, в письменностях которых может встречаться в неожиданных позициях: например, после гласных букв. В кириллице обычно считается 31-й по порядку и выглядит как ; в глаголице по счёту 32-я, выглядит как  (в позднейшей хорватской глаголице вместо этого знака используется просто вертикальная черта под названием: «štapić», что значит «посох, жезл»). Числового значения не имеет.

## Название и создание символа
В старо- и церковнославянской азбуках носит название «ѥрь» (ст.-сл.) или «єрь» (ц.-сл.), смысл которого неизвестен, но, несомненно, связан с названиями букв «еръ» Ъ и «еры» Ы. Достаточно правдоподобной выглядит гипотеза, связывающая названия «ер», «ерь», «еры» с совпадением форм кириллической буквы Ь и глаголической Р (выглядящей порой совершенно так же: ). Происхождение глаголического начертания буквы принято объяснять как модификацию буквы О (); кириллическую тоже связывают с О, к которой сверху пририсована палочка (в древнейших кириллических надписях попадаются подобные формы).

## История звукового содержания
Древнее значение — сверхкраткий вариант звука [i]; впоследствии этот звук во всех славянских языках исчез, часто оставив на память о себе смягчение предыдущей согласной, либо совпал с какой-либо полной гласной (в разных языках по-разному). Воспоминанием о наличии этого звука в русском являются чередования вроде лев — льва, палец — пальца.
При введении русского гражданского шрифта строчная буква ь первоначально была сделана высокой, по образцу латинской b, но такой стиль продержался только несколько лет, в отличие от высокого Ъ, которое преобладало до середины XVIII века.

## Мягкий знак в славянских языках

### Русский
В русском языке мягкий знак используется:
- после большинства согласных для обозначения их мягкости (граб — грабь, кров — кровь, лад — ладь, вяз — вязь, мол — моль, лом — ломь, кон — конь, цеп — цепь, жар — жарь, вес — весь, бит — бить, граф — графь);
- перед гласными, сверх того, выступает как разделительный знак; при этом гласные читаются йотированно (в том числе и буква и, а в заимствованных словах — и буква о: каньон — [kɐˈnʲjɵn]);
- после шипящих (ж, ш, ч, щ) мягкость не обозначает (она зависит от самой буквы), а используется по традиции в известных категориях слов для грамматической разметки:
  - женский род у существительных единственного числа именительного и винительного падежей: рожь, тушь, вещь и др.;
  - повелительное наклонение некоторых глаголов: режь, разрушь, прячь, морщь (также во множественном числе: режьте и др.; и в возвратной форме: режься, режьтесь и др.);
  - 2-е лицо глаголов в настоящем и будущем временах имеет окончание -шь: дашь, скажешь, берёшь, злишь и др.; также в возвратной форме (дашься и т. п.);
  - неопределённая форма части глаголов оканчивается на -чь: печь, беречь, стричь и т. п. (также в возвратной форме: беречься и др.);
  - в некоторых наречиях: настежь, наотмашь, прочь;
  - в некоторых частицах: лишь, вишь, бишь.
- после ц мягкость не обозначает и также бывает лишь в заимствованиях (Замосць), иногда соответствует выпавшему в разговорном произношении и в иностранных словах (революцьонный);
- после гортанных г, к, х встречается только в заимствованиях (Алигьери, кьянти, Донахью), в собственно же русских словах невозможен (поэтому повелительное наклонение глагола лечь — ляг — является словом-исключением, не оканчивающимся по общему правилу на -ь).

После й, гласных, дефиса и в начале слова употребление мягкого знака невозможно.
Среди предложений по реформированию русской орфографии, вылившихся в конце концов в реформу правописания 1917—1918 гг., присутствовала и идея отменить написание мягкого знака после шипящих; однако это не было принято. Данное предложение всплывало и в дальнейшем, в частности, в дискуссии по упрощению орфографии начала 1960-х.

### Церковнославянский
В церковнославянском языке система использования буквы Ь в целом такая же, как в русском. Основные отличия:
- у существительных мужского рода после мягких шипящих ч и щ обычно пишется ь, а не ъ (ме́чь, хво́щь);
- в кратких страдательных причастиях настоящего времени используется окончание -ь для отличия от личных форм глаголов: мы̀ ви́димъ, но ѻ҆́нъ ви́димь (видимый);
- после шипящих в кратких причастиях и прилагательных различие окончаний -ь и -ъ отвечает разным падежам: им. пад. творѧ́щь, вин. пад. творѧ́щъ;
- между согласными во многих случаях допустимы написания как с мягким знаком, так и без него: тма̀/тьма̀, сотво́ршаѧ/сотво́рьшаѧ (= рус. сотворившая) и др.

В некоторых случаях в старопечатных церковнославянских книгах буква Ь могла заменяться надстрочным знаком (ерком); последние 300 лет это не практикуется: ерок заменяет только букву Ъ.

### Белорусский
В белорусской письменности значение мягкого знака в целом аналогично русскому, но он пишется только после букв з (в том числе в составе диграфа дз), л, н, с, ц. В тарашкевице (вариант орфографии белорусского языка) употребляется чаще, чем в официальном правописании: в группах согласных официальное правописание исходит из того, что мягкость последней буквы распространяется на предыдущие (при этом не обозначается лишь ассимилятивная мягкость, но мягкий знак пишется в таких словах, как 'пісьменнік', 'калісьці'), а «тарашкевица» требует явно указывать мягкость каждой буквы, что приводит к вставке дополнительных мягких знаков между согласными.

### Украинский
В украинской письменности значение мягкого знака также близко к русскому, но есть несколько отличий. Первое отличие: употребляемое после согласных сочетание ьо не содержит разделительный мягкий знак, а соответствует по произношению русской букве ё (отсутствующей в современной украинской азбуке). Второе отличие: мягкий знак не пишется после букв б, п, в, м, ф, р, ж, ч, ш, щ, за исключением случаев, когда после этих букв пишется сочетание ьо (например трьох, Алфьоров, Верьовкін, Семьоркін). В частности, в словах женского рода с шипящей в конце и в глаголах с шипящей в конце мягкий знак не пишется.

### Сербский
В сербской письменности мягкий знак использовался до реформ Вука Караджича, хотя мягкость согласных обозначал не во всех случаях; ныне упразднён, а для всех согласных, которые бывают мягкими, используются особые буквы (ђ, j, љ, њ, ћ).

### Македонский
Нынешняя македонская письменность создана по сербскому образцу в 1944—45 гг. и также не содержит этой буквы.

### Болгарский
В болгарской письменности до реформы 1944 мягкий знак использовался по традиции в тех словах, где когда-то было смягчение (например, царь). Ныне они пишутся без мягкого знака, а следы смягчения остались в словоизменении (цар — царя, царят, в отличие от двор — двора, дворът). В настоящее время используется обычно после согласных в сочетании ьо (что по произношению соответствует русской букве ё).

## Другие языки
Ь применяется в составе:
- Диграфов Аь, Гь, Жь, Кь, Ль, Оь, Уь, Хь, Юь, Яь во многих кавказских языках.
- Диграфов Дь, Нь в якутском языке.
- Триграфов Гъь, Джь, Къь, Кӏь в абазинском языке.
- Тетраграфа Хьхь[лакск.] в лакском языке.

До 1998 года входил и в алфавит таджикского языка. Применяется в кильдинском диалекте саамского языка.
Является 39-й буквой казахского кириллического алфавита. Обозначает палатализацию, в латинском алфавите постоянного соответствия не имеет.

## Таблица кодов
| Кодировка    | Регистр   | Десятичный код | Шестнадцатеричный код | Восьмеричный код | Двоичный код      |
| ------------ | --------- | -------------- | --------------------- | ---------------- | ----------------- |
| Юникод       | Прописная | 1068           | 042C                  | 002054           | 00000100 00101100 |
| Юникод       | Строчная  | 1100           | 044C                  | 002114           | 00000100 01001100 |
| ISO 8859-5   | Прописная | 204            | CC                    | 314              | 11001100          |
| ISO 8859-5   | Строчная  | 236            | EC                    | 354              | 11101100          |
| КОИ-8        | Прописная | 248            | F8                    | 370              | 11111000          |
| КОИ-8        | Строчная  | 215            | D8                    | 330              | 11011000          |
| Windows-1251 | Прописная | 220            | DC                    | 334              | 11011100          |
| Windows-1251 | Строчная  | 252            | FC                    | 374              | 11111100          |

В HTML прописную букву Ь можно записать как &#1068; или &#x42C;, а строчную ь — как &#1100; или &#x44C;.